# خورخلینا ریمولدی
خورخلینا ریمولدی (اسپانیایی: Jorgelina Rimoldi‎؛ زادهٔ ۶ اکتبر ۱۹۷۱) بازیکن هاکی روی چمن اهل آرژانتین است. او به عنوان یک مهاجم در تیم ملی هاکی زنان آرژانتین بازی می‌کند. ریمولدی در سال ۱۹۹۲ و با سن ۲۱ سالگی وارد تیم ملی هاکی زنان آرژانتین شد و در ادامه با تیم ملی در رقابت‌های بین‌المللی شرکت کرد. او در تیم ملی آرژانتین در مسابقات المپیک تابستانی ۲۰۰۰ سیدنی، استانبول ۲۰۰۱ و جام جهانی هاکی روی چمن زنان ۲۰۰۲ و ۲۰۱۰ نیز حضور داشته است. 
ریمولدی در دوران حرفه‌ای خود به عنوان بازیکن هجومی در تیم‌های هاکی روی چمن مختلفی بازی کرده است و همچنین در سطح بین‌المللی به عنوان یک بازیکن حرفه‌ای شناخته می‌شود. وی در مسابقات کشوری و بین‌المللی در مجموع برندهٔ ۴ مدال طلا، ۲ مدال نقره شده‌است.